# Glenn Watson
Pour les articles homonymes, voir Watson.
Glenn Watson est un pilote automobile de stock car canadien, résident de Barrie, Ontario.
Il a été sacré champion quatre années consécutives de la populaire OSCAAR Outlaw Super Late Model Series en 2008, 2009, 2010 et 2011. En 2012, il a cédé sa couronne à son neveu, Brandon Watson.
Il avait auparavant été champion de la catégorie Sportsman de la piste Barrie Speedway en 2000 et 2002. Après deux saisons dans la défunte série ALSTAR, il a joint la série OSCAAR en 2006, terminant deuxième au classement et étant nommé recrue de l’année.
À la conclusion de la saison 2012, il comptait 15 victoires en 75 départs dans cette série.